# Clay Mathematics Institute
Het Clay Mathematics Institute (CMI) ter bevordering van de wiskunde is gevestigd in het Amerikaanse Cambridge in Massachusetts.
Het werd in 1998 opgericht door de Bostonse zakenman Landon T. Clay en zijn echtgenote Lavinia D. Clay.
De stichting beheert het prijzengeld dat is uitgeloofd voor de oplossing van de millenniumprijsproblemen.

## Clay Research Award
De stichting reikt jaarlijks de Clay Research Award uit voor uitmuntende onderzoeksprestaties op het gebied van de wiskunde.